# Linka RER B

RER B je jedna ze současných pěti tras příměstské železnice RER v Paříži. Je druhá nejstarší, první její úsek pochází z roku 1977 a je označena modrou barvou. Vede severojižním směrem.

## Chronologie otevírání jednotlivých úseků linky
- 1846: železniční úsek Ligne de Sceaux, součást dnešní linky RER B, je zprovozněn mezi stanicemi Massy a Denfert-Rochereau.
- mezi lety 1889 a 1895: Trať je prodloužena z Denfert-Rochereau do stanice Luxembourg.
- 1937: Společnost CMP (předchůdce dnešního dopravního podniku RATP) železniční trať odkoupila.
- 9. prosince 1977: trať Ligne de Sceaux je prodloužena do stanice Châtelet – Les Halles a vzniká tak dnešní RER B. Provoz zajišťují společně SNCF (francouzské železnice) a RATP (dopravní podnik).
- 10. prosince 1981: Prodloužení linky RER na letiště Charlese de Gaulla.
- 17. února 1988: Mezi stanice Luxembourg a Châtelet – Les Hales je vložena další, Saint-Michel – Notre-Dame. Hlavním účelem výstavby bylo spojit RER B s linkou C a metrem linky 10.
- 1994: Prodloužení úseku na letišti Charlese de Gaulla k terminálu vlaků TGV.
- 28. ledna 1998: Stanice La Plaine je přejmenována na La Plaine – Stade de France podle názvu francouzského národního stadionu.

## Charakteristika
RER B spojuje centrum Paříže s městy v Île-de-France (například Saint-Rémy-lès-Chevreuse, Mitry-Claye) a také s letištěm Charlese de Gaulla. Ve stanici Antony je možné přestoupit na Orlyval, který jezdí na letiště Paříž-Orly. Samotná trasa má na každém svém konci dvě větve, takže na ní jsou provozovány čtyři linky (B2 až B5). Celková délka je pak 80 km, na kterých bylo vystavěno 47 stanic, z nichž 11 je podzemních. Průměrná mezistaniční vzdálenost dosahuje 1739 m. Ročně linku použije 165 100 000 cestujících.

Mapa linky RER B

## Vozový park
Provoz zpočátku zajišťovaly jednosystémové (1,5kV) jednotky Z 23000 z roku 1937 a také jednotky MS 61 známé z linky RER A. Na začátku osmdesátých let 20. století byly do provozu zařazeny první dvousystémové jednoty MI 79, které původní jednotky zcela nahradily a také umožnily zajíždění na letiště Charlese de Gaulla po trati elektrifikované střídavým systémem 25 kV 50 Hz. Po dodávkách nových patrových jednotek na linku RER A byly na linku RER B přesunuty také modernější verze jednotek MI 79 označované jako MI 84. V současné době se připravuje nákup nových dvoupodlažních jednotek, které mají zcela nahradit v současnosti provozované typy MI 79 a MI 84. 

## Galerie

Logo RER B
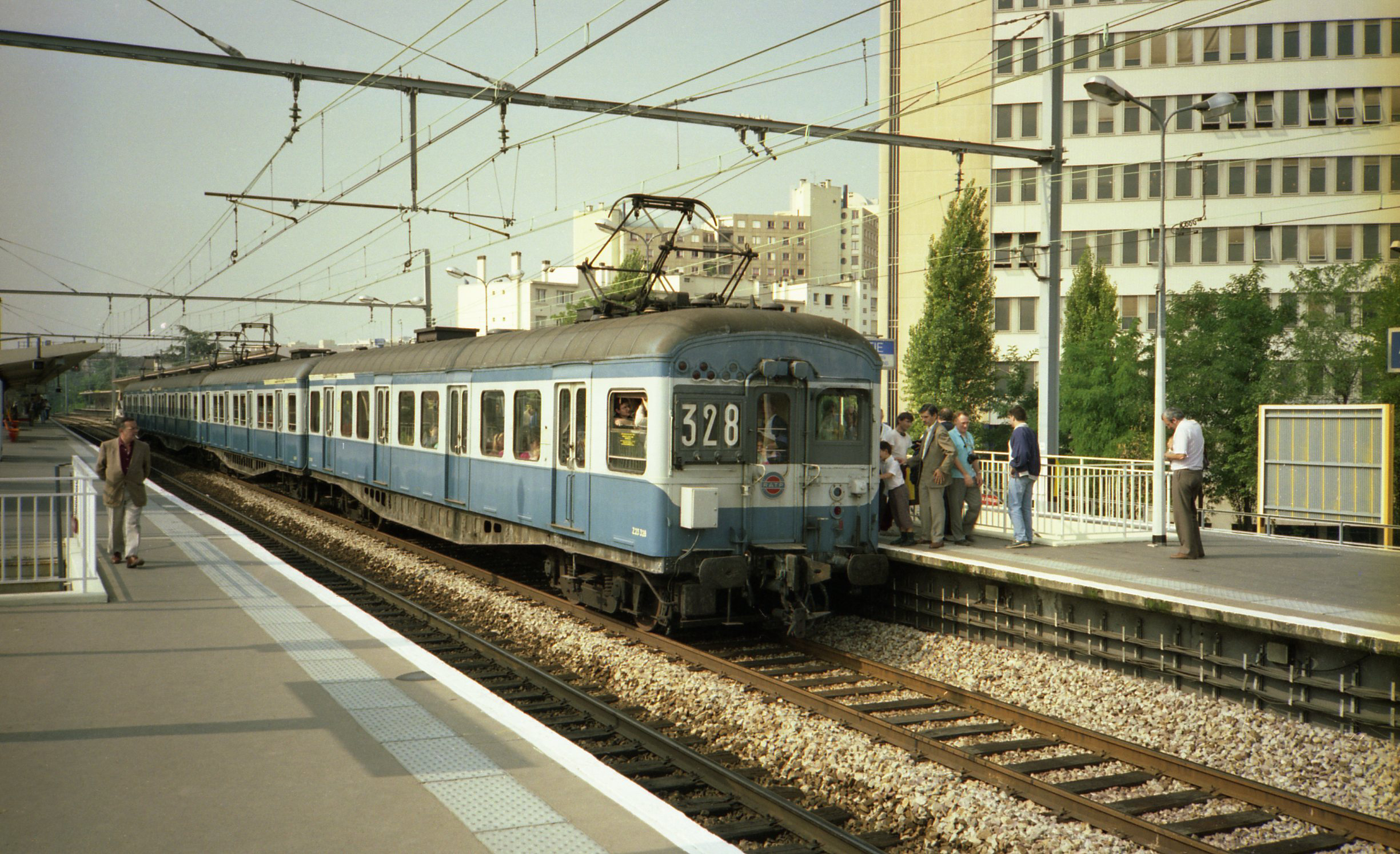
Jednotka Z 23000 z roku 1937
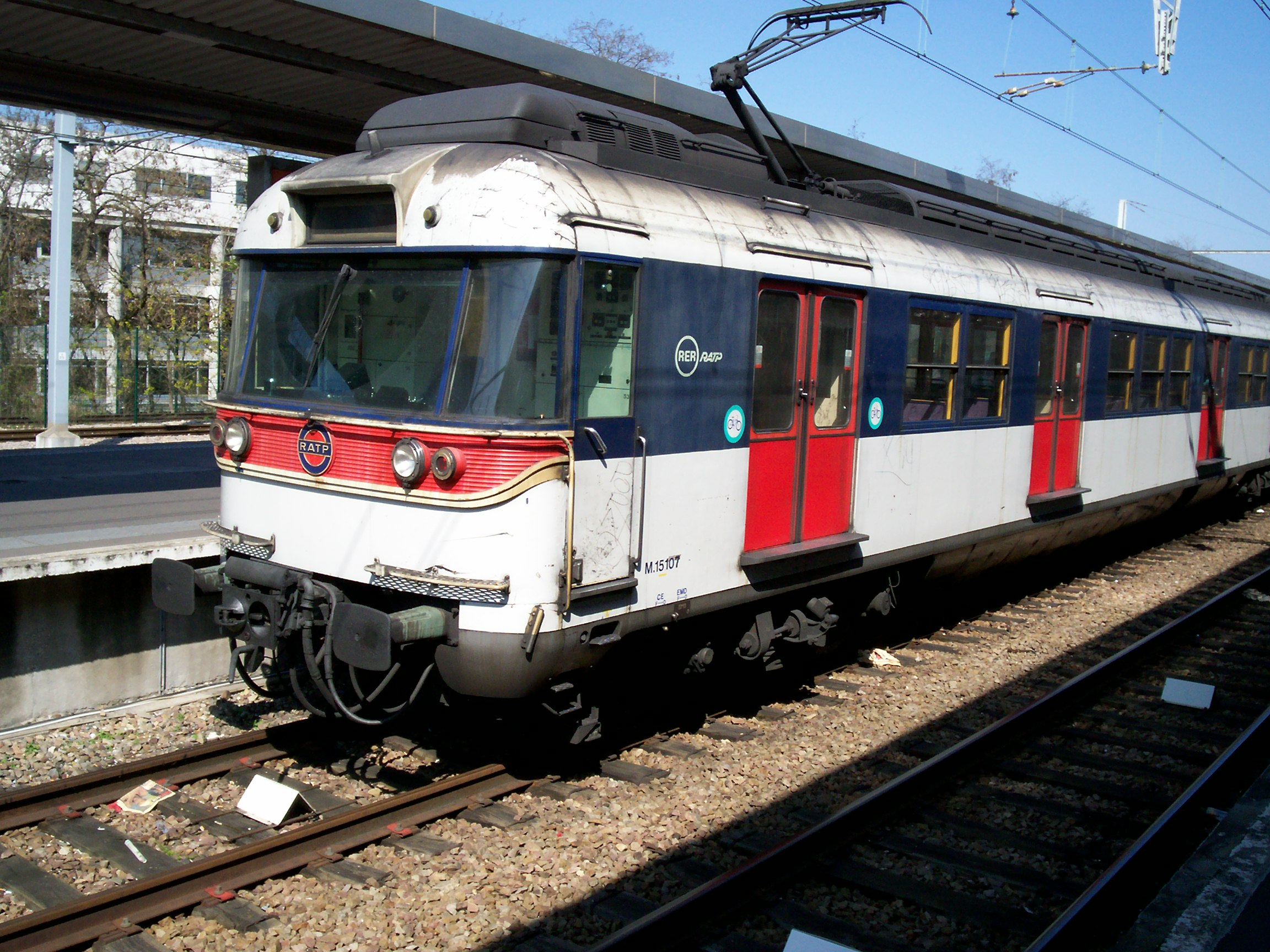
Jednotka MS 61 před rekonstrukcí
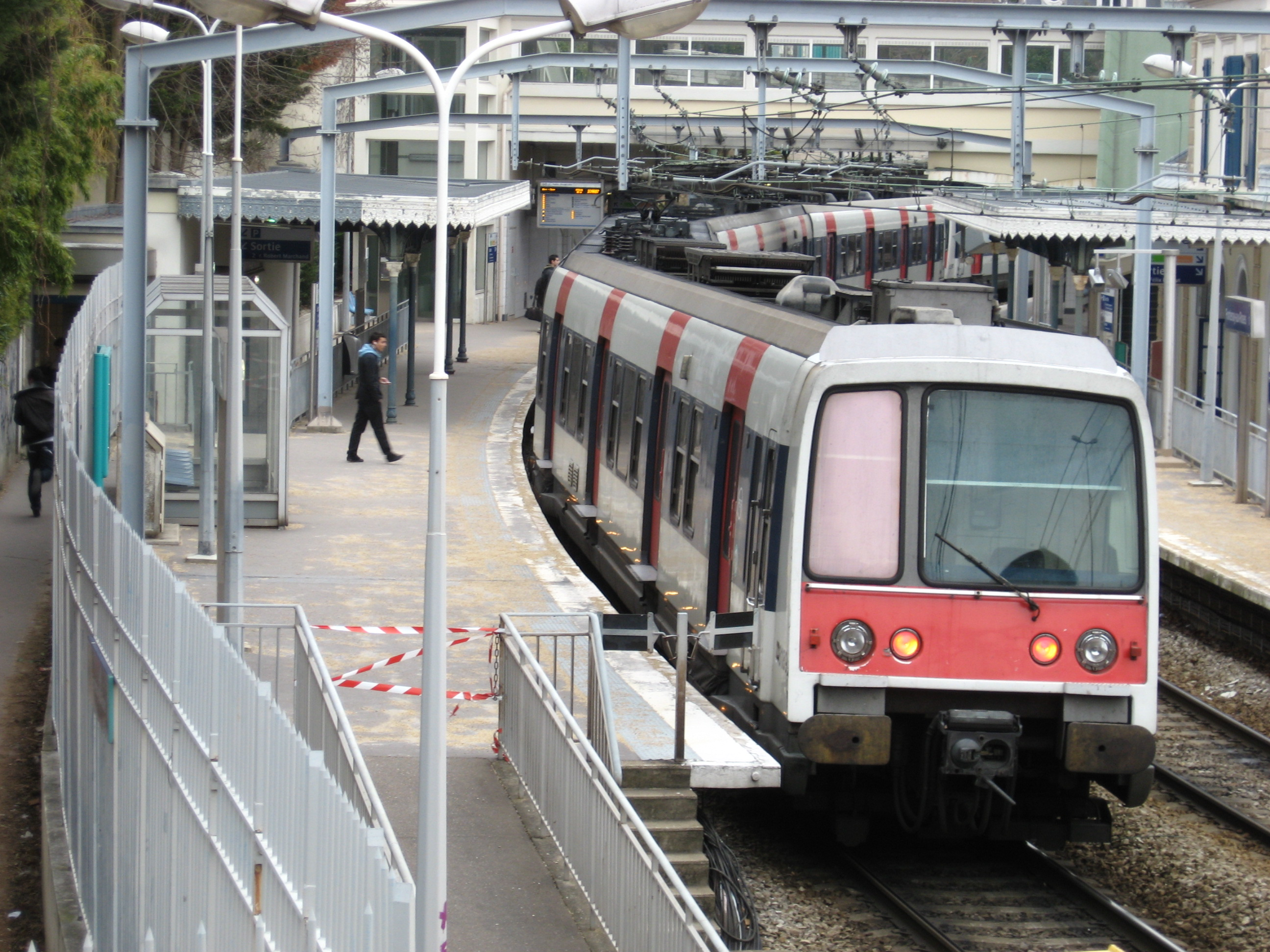
Jednotka MI 79 ve stanici Fontenay-aux-Roses
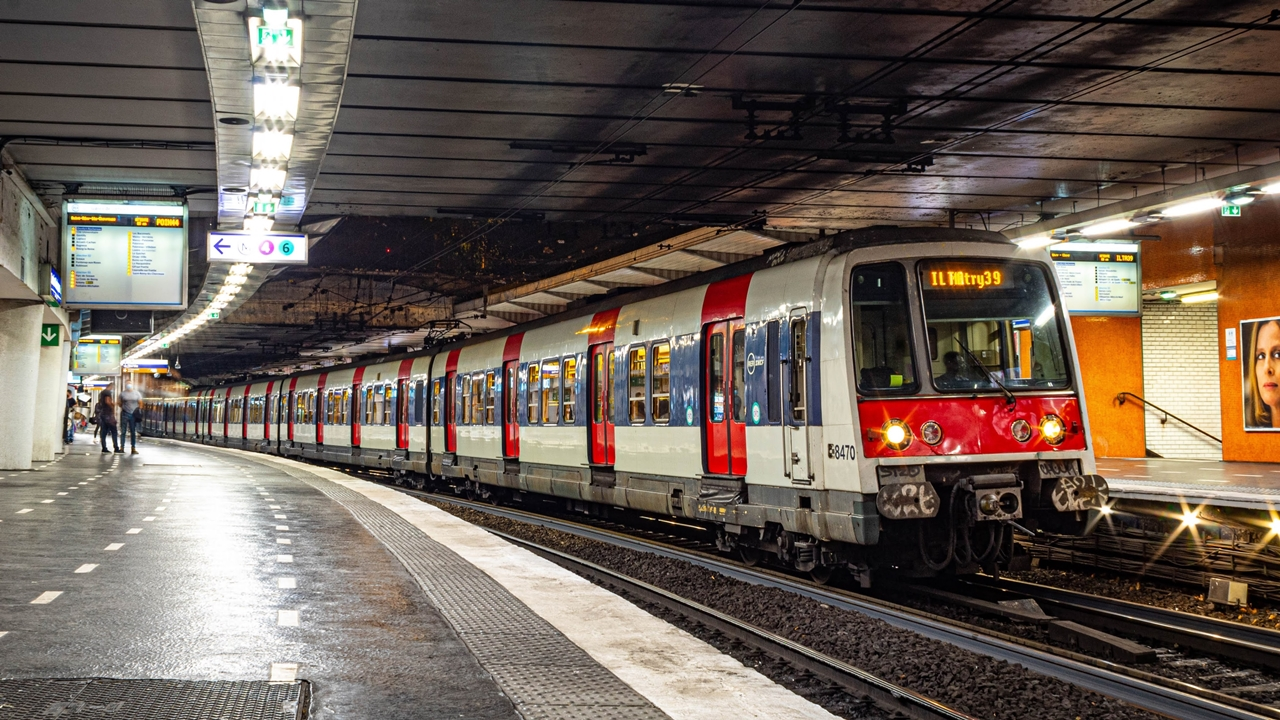
Jednotka MI 84 v centru Paříže
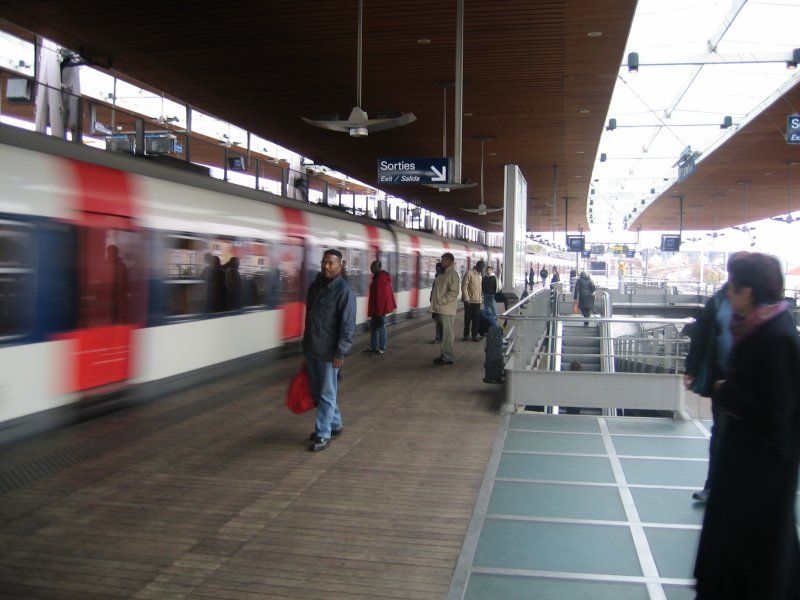
Vlak linky RER B ve stanici La Plaine - Stade de France
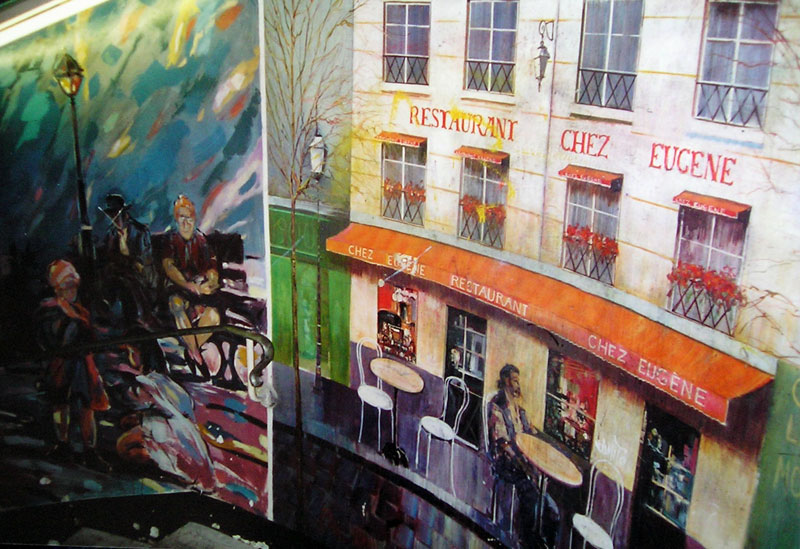
Výzdoba ve stanici Denfert-Rochereau